# Natsudaidaine
La natsudaidaine est un composé organique de la famille des flavonols. Elle est naturellement présente dans les plantes du genre Citrus, parmi lesquelles le natsudaïdaï (C. natsudaidai), les mandarines (C. reticulata, C. deliciosa, C. nobilis), les cédrats (C. medica), les calamondins (C. madurensis, C. japonica), le hassaku (C. hassaku).

## Histoire
Hirono Kinoshita et Setsuko Murase publient en octobre 1971 Composition de l'huile essentielle de Citrus Natsudaidai HAYATA - Structure du Natsudaidai : 3-Hydroxy-5, 6, 7, 8, 3', 4'-hexaméthoxyflavone dans lequel ils montrent avoir découvert pour la première fois dans un  natsudaïdaï ce qu'il nomment la natsudaidaine dont l'existence était connue comme dérivée de flavanone sous le nom de citromitin.

## Recherches sur les propriétés en santé humaine
Les polyméthoxyflavonoïdes caractéristiques des agrumes, dont la natsudaidaine, la nobilétine, l'heptaméthoxyflavone sont les plus cités, font l'objet de recherches sur leurs pouvoirs antioxydants, inhibiteur de la production d'oxyde nitrique. On rencontre la  natsudaidaine chez les limes, les citrons, les oranges et les tangerines. 
Elles ont (in vitro et modèle murin) une action inhibitrice de la prolifération des cellules cancéreuses, action limitée voire inexistante dans le cas de la natsudaidaine vis-à-vis de la mitogènes/kinase régulée par le signal extracellulaire (métastases). L'administration de natsudaidaine a un effet sur le rythme cardiaque variable avec la dose un faible dosage augmente le rythme cardiaque, un fort dosage le ralentit.